# Вуличний театр

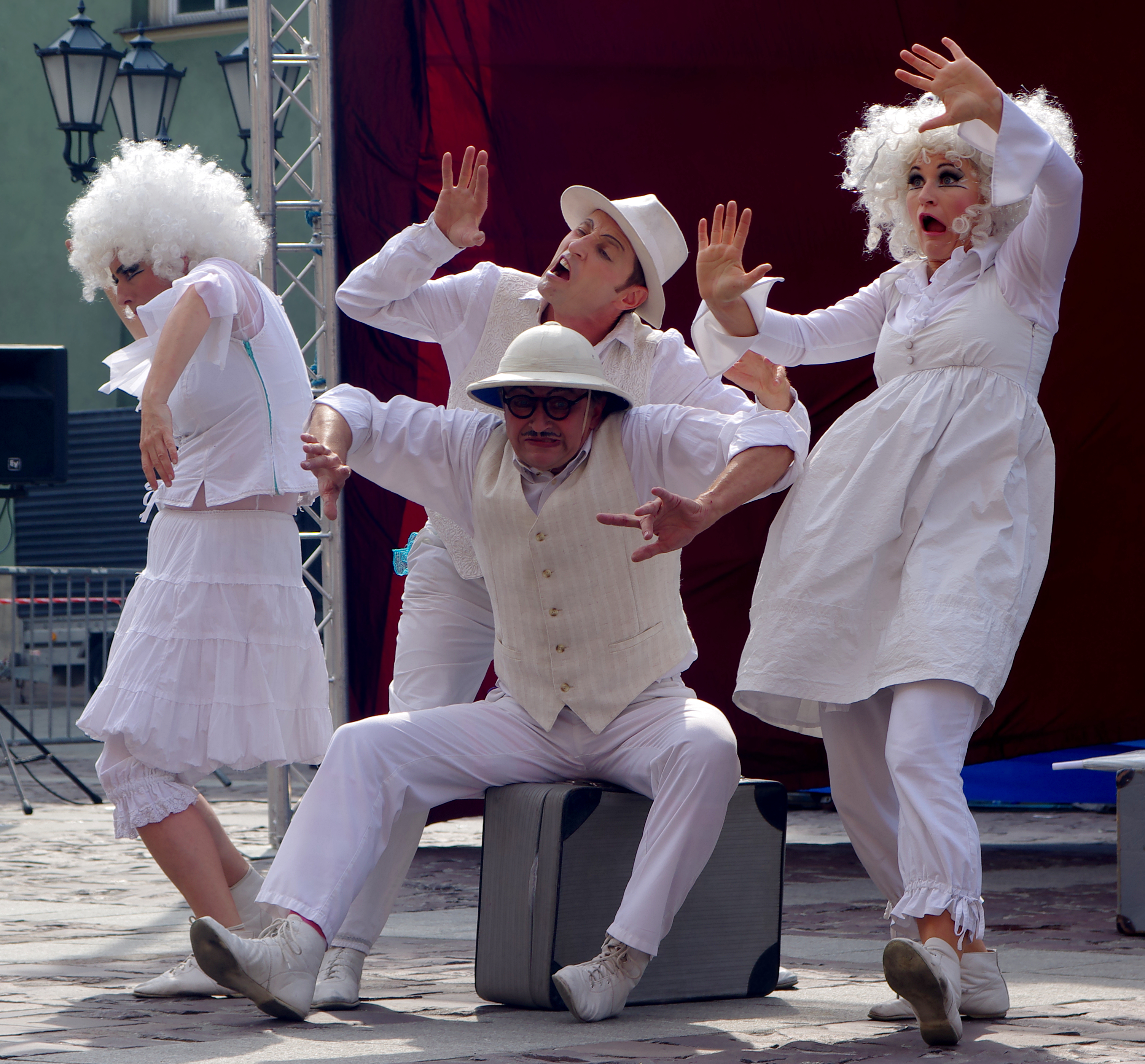

Вуличний театр — театр, спектаклі якого відбуваються на відкритому просторі — вулиці, площі, у парку і т. ін., як правило, без обладнання сцени. Нечіткий розподіл на артистів і глядачів, глядачі часто залучаються в дію. Глядачі беруть участь не тільки емоційно, як в класичному театрі, але і безпосередньо беруть участь у виставі, вносячи ті чи інші корективи. Таким чином, стає важливий момент імпровізації.